# A japán császári udvar különválása
Japán császári udvarának különválása a japán történelemnek az 1336-tól 1392-ig tartó időszaka, mikor is Japánnak egy időben két császári udvara volt, egy „északi” udvar Kiotóban, s egy „déli” udvar Josinóban.

## Előzmények
Japán történelme folyamán már a szigetország egyik Tennója, nevezetesen Go-Szandzsó megpróbálkozott a császári hatalom helyreállításával, visszavéve azt a különböző nemesi klánoktól (kiváltképp a Fudzsivara családtól) és egyes vallási intézményektől.
Go-Daigo császár is megkísérelte azt két évszázaddal később, mikor is 1333-ban lezárul a Kamakura-bakufu korszaka (amelyet még maga Minamoto no Joritomo alapozott meg, 1192-es Seii Tai Shógunná (röviden: sógun) való kinevezésekor), s Go-Daigo (vagy II. Daigo, de ez ritkán használt megnevezése az uralkodónak) császár sógun nélkül uralkodik 1336-ig. 

## Törekvések
Go-Daigo, Hanazono császár utóda 1318-ban lépett trónra, és terveket szőtt a Hódzsók (a Kamakura-bakufu idején vezető sikken (régens) család) hatalmának megdöntésére. Megpróbálta tudatos és következetes lépésekkel visszavenni a hatalmat. Ám amikor a bakufu (katonai kormányzat, sógunátus) 1331-ben tudomást szerzett a császár ténykedéseiről, Óki szigetére száműzték.
Ám a császár 1333-ban megszökött a szigetről, és maga köré gyűjtötte bizalmasait, híveit. A sógunátus válaszlépésként Asikaga Takaudzsit (a bakufu egyik magas rangú gokeninje (hűbérese), egy előkelő Minamoto-ági kantói sugo-ház feje, a későbbi Asikaga-sógunátus, más néven a Muromacsi-bakufu létrehozója) küldte a császári erők leverésére, aki viszont átállt az uralkodó mellé, s oldalán harcba szállva lerohanta Kiotót. Így és ekkor kezdődött meg a Kenmu-restaurációként emlegetett rövid időszak, mikor is Kiotóban Go-Daigo reformokkal nekilátott a császári hatalom visszaállításához.
Go-Daigo császár tehát visszatért a trónra, ugyanakkor a hatalma felettébb ingatagnak tetszett. Az uralkodó maga is tisztában volt azzal ténnyel, hogy amit az utóbbi hónapokban elért, azt nem saját magának köszönheti, hanem csakis a haduraknak, ugyanis az ő támogatásuk révén szerezhette vissza a hatalmát.
Eközben pedig Asikaga Takaudzsi nekilátott saját sóguni hatalmának a kiépítéséhez, mert bár arra számított, hogy ő lesz a sógun, nem tudta elérni, hogy a Tennó megajándékozza őt ezzel a címmel (Go-Daigo ezt inkább saját fiára, Morinaga hercegre ruházta, attól félvén, hogy Asikaga esetleg a sóguni cím gyakorlásával túl sok hatalmat összpontosíthatna a kezében).
Go-Daigo viszont képtelen volt belátni, hogy kizárólag a civil arisztokráciára támaszkodva már nem uralkodhat, s minden további bajnak tulajdonképpen ez a téveszme volt a kiváltó oka.
Mivel Go-Daigo intézkedései (többek között kihirdette, hogy feloszlatja a sóguni hivatalt és a bakufut, és elkezdte szétosztogatni a Hódzsó birtokokat az arisztokráciának, ami természetesen nem tetszett az akkori bushiknak) és a Hódzsó család elűzése vegyes érzelmeket váltott ki a korabeli hatalmasságok körében, a helyzet kezdett ingataggá válni.  

## Északi és déli udvar
Takaudzsi 1335-ben sógunnak kiáltotta ki magát, Go-Daigo ezért lázadónak minősítette őt, ezzel tehát kezdetét vette a háború. 1336-ban azonban az uralkodó elhagyni kényszerült Kiotót, s délre, a Josinó-hegységbe (az akkori fővárosi körzet déli határa, a mai Nara prefektúra; itt is ér majd véget Go-Daigo földi pályafutása) menekült, ahol újraszervezte udvarát.
A frissen kinevezett sógun ekkor a császári família egy másik ágának tagját, Kógont ültette a trónra. 1336-tól tehát Japánnak két császári udvara is volt egyszerre, egy „északi” udvar Kiotóban, s egy „déli” udvar Josinóban. Ez a helyzet több mint fél évszázadig állt fönt, egészen 1392-ig, mikor is szám szerint a harmadik Asikaga-sógun, név szerint Josimicu meggyőzte a déli udvart – egy olyan (későbbiekben betartatlan) ígérettel, hogy a két család a trónon egymást váltogatva fog majd uralkodni) -, hogy térjenek vissza Kiotóba. 